# Партия восстановления национального порядка
Па́ртия восстановле́ния национа́льного поря́дка (порт. Partido de Reedificação da Ordem Nacional, PRONA) — ультраправая националистическая политическая партия в Бразилии. Избирательный номер партии — 56, цвета — жёлтый и зелёный, традиционные бразильские цвета.

## История
Партия была основана в 1989 году врачом, профессором и политиком Энеасом Карнейру. Политические передачи партии в период предвыборной агитации стали известны и отличались скоростью, с которой они выходили. Кроме того, партия отличилась тем, что использовала в качестве саундтрека Пятую симфонию Бетховена. 
Партия отождествлялась с фигурой Энеаса, который был кандидатом на пост президента Бразилии в 1989, 1994 и 1998 годах. 
В 2006 году, незадолго до смерти Карнейру, партия вошла в состав Республиканской партии. 

## Ситуация с коррупцией
На основе данных Высшего избирательного суда от 4 октября 2007 года, Антикоррупционное избирательное движение опубликовало статистику, содержащую партии с наибольшим числом членов судебной системы, которые были исключены за участие в коррупционных сделках начиная с 2000 года. Партия ПРОНА, наряду с Гуманистической партией солидарности, Зелёной партией и Прогрессивно-республиканской партией, оказалась на последнем месте, поскольку был обвинён и исключён лишь один политик.